# Şorsu
Şorsu è un comune dell'Azerbaigian situato nel distretto di Şəki. Conta una popolazione di 1.942 abitanti.